# Trinidad és Tobago címere

Trinidad és Tobago címere

Trinidad és Tobago címere egy fordított V alakú fehér sávval osztott pajzs,  amelynek felső része fekete és két sárga, egymás felé repülő kolibrit ábrázol. Az alsó rész vörös színű, három vitorlás hajóval Kolumbusz flottájából, amelynek zászlóshajója a Trinidad nevet viselte. A pajzsot két madár tartja, egy skarlátbatla és egy vöröstorkú erdeityúk, melyek a két szigetet jelképezik. A pajzs tetején egy aranyszínű, díszes sisakot helyeztek el, a felett pedig egy hajókormányt és egy pálmafát ábrázoltak. Alul, fehér szalagon olvasható az ország mottója: „Together We Aspire, Together We Achieve” (Együtt készülünk, együtt visszük véghez).